# Pseudoceroprepes nosivolella
Pseudoceroprepes nosivolella är en fjärilsart som beskrevs av Pierre E.L. Viette 1964. Pseudoceroprepes nosivolella ingår i släktet Pseudoceroprepes och familjen mott. Inga underarter finns listade i Catalogue of Life.